# Bildstock (Hohn, Lange Äcker)

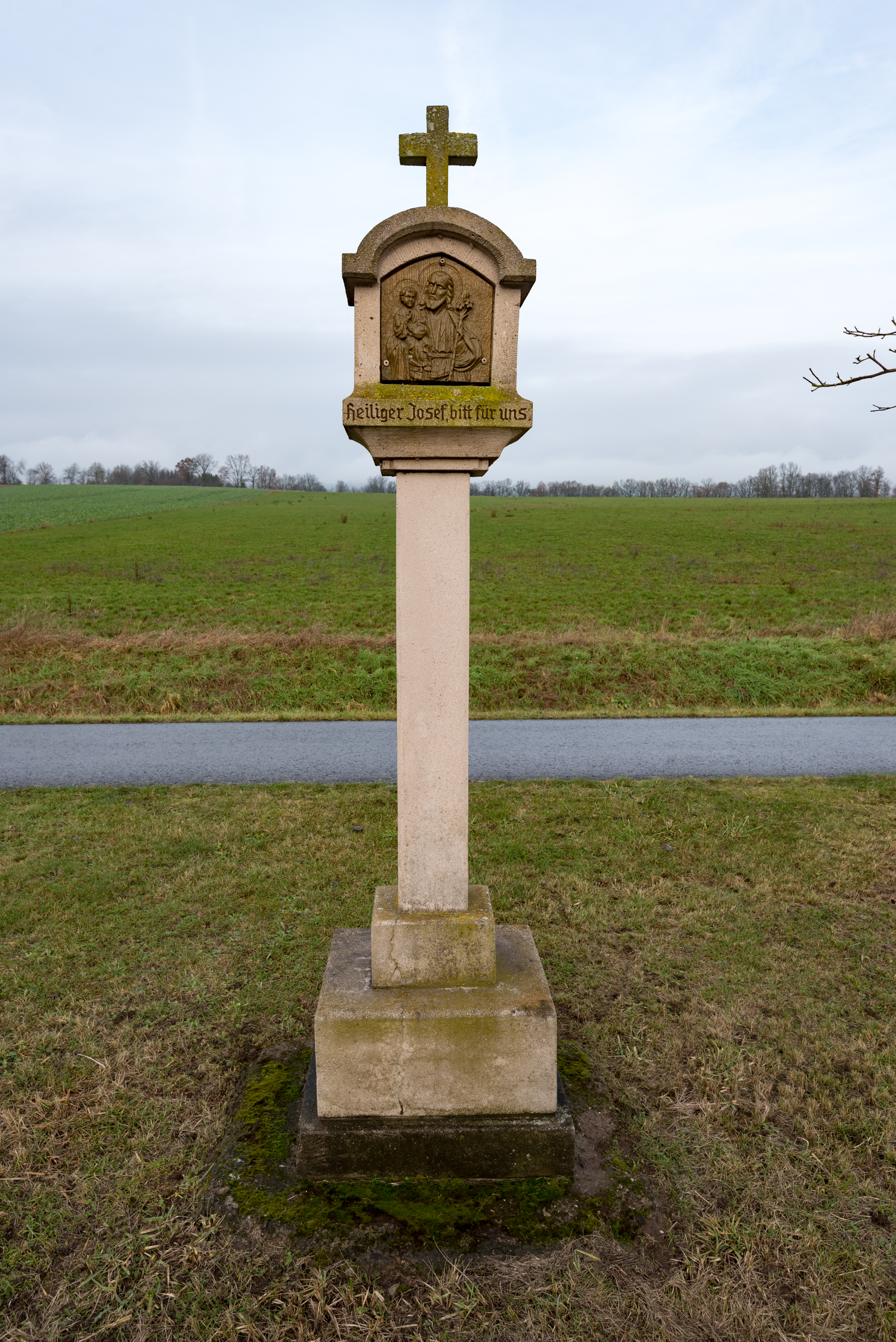
Bildstock in Hohn auf dem Flurstück Lange Äcker

Der Kreuzdachbildstock Lange Äcker ist ein Flurdenkmal in Hohn, einem Gemeindeteil im Markt Bad Bocklet im unterfränkischen Landkreis Bad Kissingen. Er befindet sich in der Flur Lange Äcker an der Straße nach Steinach. Der Bildstock gehört zu den Baudenkmälern von Bad Bocklet und ist unter der Nummer D-6-72-112-108 in der Bayerischen Denkmalliste registriert.

## Beschreibung
Der 280 cm hohe Bildstock besteht aus grauem Kunststein und entstand im Jahr 1967. 
Der sechsteilige Bildstock besteht aus einem versenkten Fundament mit den Maßen 1 m × 1 m, einem geschachtelten Sockel (70 cm × 75 cm, H = 15 cm; 60 cm × 66 cm, H = 30 cm;: 30 cm × 35 cm, H = 20 cm) mit einer 127 cm hohen Pfeilersäule (Grundmaße: 19,5 cm × 20 cm), einem darauf auskragenden Häuschenuntersatz (Platte: 2 cm, Kehle: 7 cm; Platte: 7 cm) mit einem 50 cm hohen Segmentdachhäuschen (Grundmaße: 33 cm × 48 cm). Der Tafelaufsatz ist insgesamt 68 cm hoch. Die Maße des Abschlusskreuzes betragen: H = 32 cm, 6 cm × 6 cm.
Der Tafeleinsatz ist ein Holzrelief mit dem hl. Josef. Am Tafeluntersatz befindet sich in gotischen Groß- und Kleinbuchstaben folgende Inschrift:

„Heiliger Josef, bitt für uns!“

Am Sockel befindet sich, ebenfalls in gotischen Groß- und Kleinunterschrift, folgende Stiftungsinschrift:

„Gestiftet von Michael und

Dorothea Schmitt

Erneuert von Peter und Anna Heinrich

1957.“